# Santa Rosa, Hidalgo
Santa Rosa är en ort i Mexiko.   Den ligger i kommunen Hidalgo och delstaten Michoacán de Ocampo, i den södra delen av landet, 150 km väster om huvudstaden Mexico City. Santa Rosa ligger 1 912 meter över havet och antalet invånare är 194.
Terrängen runt Santa Rosa är huvudsakligen kuperad, men den allra närmaste omgivningen är platt. Santa Rosa ligger nere i en dal. Runt Santa Rosa är det ganska tätbefolkat, med 93 invånare per kvadratkilometer. Närmaste större samhälle är Ciudad Hidalgo, 6,4 km nordväst om Santa Rosa. I omgivningarna runt Santa Rosa växer huvudsakligen savannskog.